# Аља
Аља је женско име, настало од имена Александар, односно Александра, које се користи у Словенији. У Србији је ово име изведено од имена Алексије.

## Популарност
У Словенији је ово име било увек међу првих седамдесет у периоду од 1993. до 2005. године.